# Verbraucherinsolvenzverfahren
Das Verbraucherinsolvenzverfahren, oft auch IK-Verfahren genannt, ist in Deutschland ein vereinfachtes Insolvenzverfahren zur Abwicklung der Insolvenz (Zahlungsunfähigkeit) einer natürlichen Person (Privatperson). Es wird oft auch als Privatinsolvenz-Verfahren bezeichnet. Ein vereinfachtes Insolvenzverfahren wird auch durchgeführt, wenn der Schuldner eine selbständige wirtschaftliche Tätigkeit ausgeübt hat, seine Vermögensverhältnisse überschaubar sind und gegen ihn keine Forderungen aus Arbeitsverhältnissen bestehen.

## Vorgeschichte
Im Jahr 1999 wurde die Konkursordnung durch das Insolvenzrecht abgelöst. Seitdem ist in der Insolvenzordnung (InsO) auch das Verbraucherinsolvenzverfahren geregelt.
Eine Restschuldbefreiung gibt es seit dem Inkrafttreten der Insolvenzordnung am 1. Januar 1999. Sie ermöglichte erstmals überschuldeten Personen, am Ende einer Wohlverhaltensperiode vom Rest ihrer Schulden befreit zu werden. Seit Inkrafttreten der zweiten Reform der Insolvenzordnung ab dem 1. Juli 2014 ist ein solcher Schuldenerlass bereits nach drei Jahren möglich. Diese gesetzlichen Neuregelungen waren eine Reaktion auf die zunehmende Überschuldung von wirtschaftlich nicht selbstständigen Menschen.
Am 17. Dezember 2020 verabschiedete der Deutsche Bundestag das Gesetz zur weiteren Verkürzung des Restschuldbefreiungsverfahrens. Am 30. Dezember 2020 wurde die gesetzliche Neuregelung im Bundesgesetzblatt veröffentlicht. Der Gesetzgeber setzte damit die Richtlinie (EU) 2019/1023 in deutsches Recht um. Die wichtigste Änderung: Insolvenzverfahren, die seit dem 1. Oktober 2020 beantragt wurden, dauern nur noch maximal drei Jahre. Diese Höchstdauer gilt für Regelinsolvenzverfahren und Verbraucherinsolvenzverfahren gleichermaßen. Für das vereinfachte Insolvenzverfahren war im Gesetzentwurf zunächst eine Frist bis zum 30. Juni 2025 vorgesehen, wurde jedoch nicht in das Gesetzgebungsverfahren übernommen.

## Bedeutung
Zweckmäßig ist ein Verbraucherinsolvenzverfahren für Menschen, die zahlungsunfähig sind oder denen die Zahlungsunfähigkeit droht, die also ihre Zahlungsverpflichtungen nicht mehr erfüllen können und die über das Verbraucherinsolvenzverfahren einen finanziellen Neustart erreichen wollen. Die Zahl der Verbraucherinsolvenzverfahren hat sich vom Beginn 1999 bis zum Jahre 2003 etwa verzehnfacht (2003 waren es rund 33.600 Verfahren in Deutschland). Grund hierfür ist nicht nur die wachsende Verschuldung, sondern vor allem die Möglichkeit der Restschuldbefreiung, die es nach dem früheren Recht nicht gab. Zu einem sprunghaften Anstieg kam es besonders dadurch, dass seit der Novellierung der Insolvenzordnung (InsO) 2001 eine Stundung der Verfahrenskosten möglich ist und auch völlig mittellose Schuldner ein Verbraucherinsolvenzverfahren durchlaufen können. Nach Angaben des Statistischen Bundesamtes wurden im Jahr 2011 insgesamt 103.289 Verbraucherinsolvenzverfahren eröffnet. Die durchschnittlichen Schulden je Fall lagen in den Jahren 2006 bis 2008 bei etwa 60.000 Euro. 2011 lag dieser Wert bei ca. 25.000 Euro.
Berechtigt zur Beratung in Verbraucherinsolvenzverfahren sind neben Rechtsanwälten („geeignete Person“) auch Stellen, deren Eignung hierfür behördlich anerkannt ist („geeignete Stelle“). Welche Stellen geeignet sind, regeln die Ausführungsgesetze zur Insolvenzordnung (AGInsO) der jeweiligen Länder i. V. m. § 305 Abs. 1 Nr. 1 InsO. Zu diesen Beratungsstellen zählen unter anderem Steuerberater, Wirtschaftsprüfer, vereidigte Buchprüfer und die kostenfrei arbeitenden Schuldnerberatungsstellen der Kommunen und Wohlfahrtsverbände und zertifizierte Verbraucherzentralen. Wurde zuvor vom Amtsgericht ein Berechtigungsschein für Beratungshilfe bewilligt, werden die Kosten vom Staat (Justizkasse) getragen und der Mandant muss gegebenenfalls eine Eigenbeteiligung in Höhe von 15,00 € inkl. Umsatzsteuer (vor dem 1. August 2013 10,00 € inkl. Umsatzsteuer) gemäß Nr. 2500 VV zahlen (§ 44 RVG). Die Anwälte können nach vorgegebenen Sätzen abrechnen. Ohne einen Beratungsschein muss der Mandant die üblichen Sätze des Anwaltes selbst tragen. Zu beachten ist, dass in zahlreichen Amtsgerichtsbezirken keine Beratungshilfe für Verbraucherinsolvenzberatung bewilligt wird, da wegen des Nachrangs der Kosten für die Beratungshilfe an die kostenfreien Schuldnerberatungsstellen verwiesen wird.

## Voraussetzungen
Das mehrstufige Verbraucherinsolvenzverfahren gilt für natürliche Personen, die keine selbständige wirtschaftliche Tätigkeit ausüben oder ausgeübt haben. Darüber hinaus gilt es für solche ehemalige Selbständige, die weniger als 20 Gläubiger und keine Verbindlichkeiten aus Beschäftigungsverhältnissen mit Arbeitnehmern haben, § 304 Abs. 1 InsO.

## Verfahrensablauf
Das Verfahren lässt sich in fünf Schritte gliedern:

### Außergerichtlicher Einigungsversuch
Zunächst bittet der Schuldner alle Gläubiger um die Zusendung einer aktuellen Forderungsaufstellung als Basis für den zu erstellenden Schuldenbereinigungsplan. Nach § 305 Abs. 2 InsO sind die Gläubiger dazu verpflichtet, dem Schuldner auf ihre Kosten Auskunft zu geben. Der Schuldner muss mittels eines alle Verbindlichkeiten erfassenden Schuldenbereinigungsplans eine außergerichtliche Einigung (Insolvenzvergleich) mit den Gläubigern versuchen. Gelingt eine Einigung, entfällt das weitere Verfahren.
Hierzu muss, sinnvollerweise mit Hilfe einer Schuldnerberatungsstelle, ein Schuldenbereinigungsplan mit dem Ziel der Entschuldung, in dem die Leistungen des Schuldners an alle Gläubiger aufgenommen werden, erstellt werden. Dieser Plan kann alle Regelungen enthalten, um eine Einigung zwischen Schuldner und Gläubiger(n) zu erreichen. Wird dieser Plan von mindestens einem Gläubiger abgelehnt oder betreibt nach der Ankündigung des Schuldenbereinigungsplans ein Gläubiger weiter die Zwangsvollstreckung, so gilt der Plan als gescheitert.
Der Schuldner benötigt für das weitere Verfahren eine Bescheinigung über das Scheitern der außergerichtlichen Einigung. Diese Bescheinigungen dürfen nur die nach § 305 Abs. 1 Nr. 1 InsO anerkannten Stellen ausstellen, dieses sind öffentlich anerkannte Schuldnerberatungsstellen, Anwälte, Notare sowie Steuerberater und vereidigte Wirtschaftsprüfer. Sobald eine Bescheinigung einer anerkannten Stelle über das Scheitern des außergerichtlichen Planes vorliegt, kann der Insolvenzeröffnungsantrag beim Insolvenzgericht eingereicht werden.

### Gerichtliches Schuldenbereinigungsverfahren
Scheitert der außergerichtliche Einigungsversuch, kann der Schuldner beim Insolvenzgericht das Verbraucherinsolvenzverfahren beantragen.
Mit dem auf dem amtlichen Formular schriftlich einzureichenden Antrag auf Eröffnung des Insolvenzverfahrens (§ 311 InsO) oder unverzüglich nach diesem Antrag hat der Schuldner vorzulegen:
1. Bescheinigung einer geeigneten Person oder Stelle über das Scheitern der außergerichtlichen Einigung mit den Gläubigern
2. Antrag auf Erteilung von Restschuldbefreiung (§ 287 InsO) oder die Erklärung, dass keine Restschuldbefreiung beantragt werden soll
3. Vermögensverzeichnis, Vermögensübersicht, Verzeichnis der Gläubiger und ein Verzeichnis der gegen ihn gerichteten Forderungen
4. Schuldenbereinigungsplan.

Zweckmäßigerweise sollte zeitgleich, wenn er benötigt wird, der Antrag auf Stundung der Verfahrenskosten gestellt werden.
Bevor das Insolvenzverfahren eröffnet wird, prüft das Gericht, ob die Durchführung eines gerichtlichen Schuldenbereinigungsplans Aussicht auf Erfolg hat. Ist dies der Fall, werden der Plan und die Vermögensübersicht an die Gläubiger verschickt. Diese haben nun vier Wochen Zeit, dazu Stellung zu nehmen. Wird der Plan nicht von mindestens 50 Prozent der Gläubiger (nach Anzahl und Forderungshöhe) abgelehnt, so kann das Gericht die Zustimmung der ablehnenden Gläubiger auf Antrag der verschuldeten Person ersetzen.

### Vereinfachtes Insolvenzverfahren
Wenn die bisherigen Bemühungen gescheitert sind, wird das eigentliche Verbraucherinsolvenzverfahren eröffnet. Dieses Verbraucherinsolvenzverfahren ist ein gegenüber dem Regelinsolvenzverfahren wesentlich vereinfachtes Verfahren. Es wird ein Treuhänder (Insolvenzverwalter) eingesetzt, der die Insolvenztabelle (Gläubiger, Forderungshöhe und Forderungsgrund) erstellt. Der Treuhänder hat weiterhin die Aufgabe, das (pfändbare) Vermögen des Schuldners zu verwerten. Natürliche Personen haben sowohl im Verbraucherinsolvenzverfahren als auch im Regelinsolvenzverfahren die Möglichkeit, Restschuldbefreiung zu beantragen (§ 286 InsO). Wird kein (begründeter) Antrag auf Versagung der Restschuldbefreiung gestellt, wird die Restschuldbefreiung angekündigt.

### Wohlverhaltensphase
In diesem vierten Abschnitt tritt der Schuldner das pfändbare Arbeitseinkommen an den Treuhänder ab. Dieser verteilt es nach Abzug der Verfahrenskosten an die Gläubiger. Während der Wohlverhaltensphase hat der Schuldner die Obliegenheiten des § 295 InsO: Er muss eine angemessene Erwerbstätigkeit ausüben oder sich um eine solche bemühen, die Hälfte des Wertes von Erbschaften an den Treuhänder herausgeben, jeden Wohnsitz- und Arbeitsplatzwechsel dem Insolvenzgericht und dem Treuhänder mitteilen und keinem Gläubiger einen Sondervorteil verschaffen. Der Treuhänder überwacht die Obliegenheiten des Schuldners nur auf Antrag der Gläubiger (§ 292 Abs. 2 InsO). Bei einem Verstoß gegen diese Obliegenheiten kann gemäß § 290 InsO die Restschuldbefreiung versagt werden. Antragsrecht hierzu haben nur die Gläubiger (§ 290 InsO).

### Schlussverteilung
Nach Ende der Wohlverhaltensphase wird die Restschuldbefreiung erteilt und die Verteilungsquote für die Gläubiger berechnet. Mit der Verteilung an die Gläubiger ist das Verfahren beendet.
Die Gerichtskosten richten sich nach dem Wert des pfändbaren Vermögens und betragen meist 300 bis 500 Euro. Der Treuhänder erhält für die Insolvenzverwaltung in der Regel 40 % der Insolvenzmasse (bis 25.000 Euro), danach gestaffelt, jedoch mindestens 800 Euro (§ 2 bzw. § 13 InsVV) (zuzüglich Umsatzsteuer). Außerdem erhält der Treuhänder als Vergütung einen Anteil der vom Schuldner eingehenden Zahlungen (5 % für die ersten 25.000 Euro, darüber hinaus gestaffelt weniger); jedoch pro Jahr mindestens 100 Euro (zuzüglich Umsatzsteuer).
Die Kosten können auf Antrag entsprechend den Vorschriften für Prozesskostenhilfe gestundet werden, der Antrag kann mit dem Insolvenzantrag gestellt werden. Der Treuhänder kann zudem einen Kostenvorschuss erhalten.

## Reform 2014
Als zweite Stufe der in Deutschland geplanten und teilweise bereits vollzogenen Insolvenzrechtsreform trat am 19. Juli 2013 das Gesetz zur Verkürzung des Restschuldbefreiungsverfahrens und zur Stärkung der Gläubigerrechte in Kraft.
Der Hauptbestandteil der Reform gilt nur für Verfahren, die nach dem 30. Juni 2014 angemeldet werden. Danach können sich die Betroffenen schon nach drei Jahren statt wie bisher nach sechs Jahren von ihren Restschulden befreien lassen – vorausgesetzt, dass sie zumindest einen Teil der Außenstände beglichen haben. Bedingung für eine sogenannte Restschuldbefreiung nach drei Jahren ist, dass sie mindestens 35 Prozent der Schulden sowie die Verfahrenskosten bezahlt haben. Insolvenzverwalter sahen darin jedoch eine hohe Hürde, die Schuldner nach den bisherigen Erfahrungen nur in Ausnahmefällen erfüllen können. Ursprünglich sollte eine Quote von 25 Prozent ausreichen, aber die Parlamentarier sahen dadurch die Eigentumsrechte der Gläubiger zu stark geschmälert. Wenn nur die Verfahrenskosten beglichen sind, ist künftig eine Verkürzung der Frist auf fünf Jahre möglich (§ 300 InsO idF des Vorschlages des Rechtsausschusses des Deutschen Bundestages). Ansonsten bleibt es dabei, dass die Betroffenen wie bisher sechs Jahre lang auf den pfändbaren Teil ihres Einkommens verzichten müssen.

## Reform 2020
Am 30. Dezember 2020 teilte das Bundesministerium der Justiz und für Verbraucherschutz in einer Pressemitteilung mit, dass mit Wirkung vom 1. Oktober 2020 das Gesetz zur Verkürzung des Restschuldbefreiungsverfahrens in Kraft tritt. Damit wurden die Vorgaben der europäischen Richtlinie über Restrukturierung und Insolvenz (EU 2019/1023) in deutsches Recht umgesetzt. Die Richtlinie kritisierte unter anderem, dass die teils übermäßig langen Insolvenzverfahren in bestimmten Mitgliedsstaaten, darunter auch Deutschland, negative wirtschaftliche Auswirkungen zur Folge hätten. Für alle Verbraucherinsolvenzverfahren, die ab dem 1. Oktober 2020 beantragt wurden, gilt damit nun Folgendes: Die Dauer des Verfahrens verkürzt sich auf drei statt wie bisher sechs Jahre. Für Verfahren, die zwischen dem 17. Dezember 2019 und dem 30. September 2020 beantragt wurden, verkürzt sich die Dauer monatsweise.